# Spinestis
Spinestis is een monotypisch geslacht van spinnen uit de  familie van de Oonopidae (dwergcelspinnen).

## Soort
- Spinestis nikita Saaristo & Marusik, 2009